# خدنگ کوتوله اتیوپی
خدنگ کوتوله اتیوپی (نام علمی: Helogale hirtula) نام یک گونه از سرده کوتوله‌خدنگ است.